# Leng Chunhui
Leng Chunhui (chiń. 冷春慧; ur. 3 lipca 1972 w Jinzhou) – chińska judoczka. Dwukrotna olimpijka. Zajęła dziewiąte miejsce w Barcelonie 1992 i piętnaste w Atlancie 1996. Walczyła w kategorii 66–72 kg.
Wygrała mistrzostwa świata w 1993; piąta 1991. Wicemistrzyni igrzysk azjatyckich w 1994. Zdobyła srebrny medal na mistrzostwach Azji w 1991, a także igrzyskach Azji Wschodniej w 1993 roku.

## Letnie Igrzyska Olimpijskie 1992
| Konkurencja  | Walki                 | Walki              | Walki                | Klas. końcowa |
| Konkurencja  | 1/16                  | 1/8                | Repasaż              | Miejsce       |
| ------------ | --------------------- | ------------------ | -------------------- | ------------- |
| waga średnia | Park Ji-yeong (KOR) W | Kate Howey (GBR) P | Heidi Rakels (BEL) P | IX            |

## Letnie Igrzyska Olimpijskie 1996
| Konkurencja    | Walki                  | Walki                 | Klas. końcowa |
| Konkurencja    | 1/16                   | 1/8                   | Miejsce       |
| -------------- | ---------------------- | --------------------- | ------------- |
| waga półciężka | Chen Chiu-ping (TPE) W | Ylenia Scapin (ITA) P | XV            |